# Předpověď aktivity klíšťat
Předpověď aktivity klíšťat je jedna ze specializovaných předpovědí počasí, a předpovídá procento aktivních klíšťat připravených napadnout hostitele.

## Faktory ovlivňující aktivitu klíšťat
- Teplota - Klíšťatům vyhovuje mírně teplé počasí, ted teplota ideálně mezi 15 - 30 °C. Při nižší se jejich aktivita snižuje, přičemž zhruba od 5 už jejich aktivita ustává zcela, při vyšších teplotách je nutnou podmínkou vysoká vlhkost, jinak jejich aktivita opět opadá, protože nesnášejí sucho.
- Vlhkost - Klíšťata potřebují vysokou vlhkost, při suchu zalézají, aby předešla vyschnutí.
- Zima - Pokud je zima mírná, přežije více klíšťat.

Ideální počasí pro klíšťata je období přeháněk a teplot mezi 15 až 30 °C (pokud je množství srážek dostatečné). Naopak při teplotách do 5 °C, nebo horkých letních vlnách bez srážek, se klíšťat netřeba příliš obávat; alespoň základní opatrnost je ale vždy na místě, protože  ČR klíšťata přenášejí hlavně virovou klíšťovou encefalitidu a bakteriální Lymskou borreliózu.